# Isabel y Ángel Parra
Isabel y Ángel Parra fue un dúo musical chileno de música folclórica y uno de los importantes referentes de la Nueva Canción Chilena. Formado en París en 1962, y conformado por Isabel Parra y Ángel Parra, ambos hijos de la cantautora Violeta Parra, fueron además los fundadores de la Peña de los Parra.

## Historia
La agrupación se formó en París en una gira iniciada junto con su madre Violeta Parra en 1961. Al volver a Chile en 1964, fundaron la Peña de los Parra en la ciudad de Santiago.
Del trabajo en esta peña surgieron muchos trabajos de la agrupación, que solo se vieron detenidos producto del Golpe de Estado en Chile de 1973, que separó a los hermanos por un tiempo, siendo Ángel exiliado a México e Isabel a Cuba. Solo cuando se reunieron nuevamente en París retomaron su trabajo en el extranjero, hasta que en 1987 Isabel regresó a Chile.

## Discografía

### Álbumes de estudio
- 1963 - Au Chili avec los Parra de Chillán
- 1966 - Los Parra de Chile
- 1967 - De Violeta Parra
- 1968 - La peña de los Parra, vol. II
- 1976 - Isabel y Ángel Parra
- 1981 - Isabel et Ángel Parra

### Álbumes en vivo
- 1970 - Los Parra de Chile
- 1979 - Los Parras live in Vancouver

### Álbumes recopilatorios
- 1971 - La peña de los Parra

### EP
- 1965 - El amor es un niñito / El sacristán vivaracho
- 1969 - Cuecas
- 1970 - Venceremos / UP (con Quilapayún)